# أندرياس كاج
أندرياس كاج (بالمجرية: Kaj András) هو لاعب كرة قدم مجري في مركز الوسط، ولد في 21 ديسمبر 1977 في المجر. لعب مع زالايغيرزيغي تورنا إغيليت.